# Burundis litteratur
Burundis litteratur är framför allt skriven på franska. Den skrivna litteraturen uppkom först efter landets självständighet.

## Muntlig tradition
Som i många andra afrikanska länder finns det i Burundi en muntlig litterär tradition med rötter långt tillbaka i tiden. Det rör sig i första hand om episk diktning som berättar om kungar och hjältar från äldre tider, som också har en rituell funktion. De framfördes med stor intensitet av skalder och försångare, och syftet var att deltagarna under ritualen skulle fyllas av kraften från hjälteberättelserna eller de vilda djuren som åkallades.

## Skriftlig litteratur
En skriftlig litteratur fick Burundi först mot slutet av 1960-talet, efter att landet hade blivit republik. Denna litteratur är i hög grad skriven på franska. Många av författarna har sin bakgrund från de religiösa lärosätena i landet, vilket präglar tematiken i en del av litteraturen. Mycket av litteraturen är sakprosa som behandlar aspekter av de olika kriser som landet har genomgått efter frigörelsen. Tematiken i skönlitteraturen är också i hög grad knutet till landets nyare historia.
Som den första burundiska romanen räknas L'homme de ma colline ("Mannen från min kulle", 1970) av Joseph Cimpaye, född 1932. Cimpaye var också en central politiker och dödades under upproren 1972. Samma år blev prästen och diktaren Michel Kayoya, född 1934, mördad av regeringssoldater. Han kämpade för att folket i Burundi skulle frigöra sig från de tankesätt som kolonitiden hade skapat, och för att det skulle lägga bakom sig hatet mellan de olika folkgrupperna i landet. Budskapet uttryckte han i en kraftfull poetisk prosa, och både Entre deux mondes ("Mellan två världar", 1968) och Sur les traces de mon père  ("I min fars fotspår", 1970) räknas bland de viktigaste böckerna skrivna av en burundisk författare.
Efter 1980 har det dykt upp flera viktiga burundiska författare. Många böcker behandlar på ett eller annat sätt kampen mellan hutuer och tutsier eller någon av de andra konflikter som härjat landet. Konflikterna har också lett till att många författare med bakgrund i Burundi har valt att flytta till andra länder. Den kanske viktigaste författaren från Burundi som bor i utlandet är Melchior Mbonimpa, född 1955, som är kanadensisk medborgare. Före millennieskiftet skrev han en rad sakprosaböcker om förhållandena i sitt fädernesland. År 2002 debuterade han som romanförfattare med Le Totem des Baranda ("Barandas totem"), som handlar om hur tillhörighet till en klan och andra gamla traditioner inverkar på folks situation och tankesätt i Burundi. Han har sedan dess gett ut fyra andra romaner med teman från Burundis historia och samhällsliv.
Även Félix Mujeto, född 1969, måste fly från Burundi i ung ålder; först till Marocko, därefter till Kanada. Han debuterade 2006 med romanen Africain, lève-toi et marche ("Afrikan, res dig och gå"), som nominerades till flera litterära priser. Boken skildrar med ironi och skepsis afrikaner som reser till Marocko i hopp om att komma vidare till Europa. I Le charme empoisonné ("Den förgiftade förtrollningen", 2012) gör han upp med attityder till sexualitet och våld som han menar präglar många afrikanska män. Detsamma gör en av de yngsta författarna från Burundi, Jean Népomucène Bunoko. Han är katolsk teolog och har skrivit mycket direkt om bristen på moraliska principer i sitt land. Han använder romanformen, men bakom fiktionen märker man en starkt samhällskritisk hållning. Båda hans böcker har fått stor uppmärksamhet: Et ce cadavre ("Och detta lik", 2014) och Corbillard ou la folie du sexe ("Likvagn, eller sexualitetens galenskap", 2016).
Bland andra författare från samma generation kan nämnas Salvator Nahimana, född 1955. Han är bland annat känd för Yobi, l'enfant des collines ("Yobi, barnet från kullarna", 2006)och Lettres de Yobi à un ami ("Brev från Yobi till en vän", 2008). I den sistnämnda boken använder han brevet som litterär form, så som många europeiska författare gjorde på 1700-talet. Aloys Misago, född 1958, gick ännu längre tillbaka i tiden och hämtade impulser från Dantes Den gudomliga komedin när han skrev sin roman om folkmordet 1972, La Descente en Enfer ("Nedstigningen till helvetet", 2012).
En författare som särskiljer sig är Anselme Nindorera. Hans romaner behandlar inte inbördeskrigen och folkmorden på 1900-talet, utan Burundis historia under tidigare perioder. Nindorera föddes i slutet på 1940-talet och arbetade på Burundis undervisningsdepartement. Han dog 1993, några få veckor efter att första delen av hans roman i två band utkom: Les Touruments d'un roi ("En kungs kval") skildrar den kamp som Burundis sista kung i slutet av 1800-talet förde mot arabiska och tyska kolonialherrar. Den andra delen av romanen, Le ver est dans le fruit ("Masken är i frukten"), gavs ut postumt 2018, och boken har lett till att Nindorera nu räknas bland de viktigaste författarna från den här delen av Afrika.

## Kvinnliga författare
Det finns inte många kvinnliga författare i burundisk litteratur. Perpétue Nshimirimana, född 1961, har i romanen Lettre à Isidore ("Brev till Isidore", 2004) skildrat förföljelserna 1965, då hennes far och många andra intellektuella hutuer miste livet. Hon har också i andra sammanhang kritiserat europeiska författare och kulturpersoner som har diskuterat olika folkmord på 1900-talet, men likväl har negligerat det som pågick i hennes hemland. Nshimirimana har även skrivit om en katolsk flickskola som lyckades fungera på egen hand när inbördeskriget var som allra mest intensivt, L'îlot ("Den lilla ön", 2008).
Colette Samoya Kirura, född 1952, är särskilt känd för en roman som behandlar kvinnornas situation i Burundi, La femme au regard triste ("Kvinnan med den sorgsna blicken", 2002). Hon har också skrivit en viktig bok om de etniska motsättningarna i Burundi. Både Nshimirimana och Samoya Kirura bor i Schweiz och har haft viktiga poster i FN.